# Khasan Khalmurzaev
Khasan Khalmurzaev est un judoka russe né le 9 octobre 1993 à Nazran. Il a remporté la médaille d'or en moins de 81 kg aux Jeux olympiques d'été de 2016 à Rio de Janeiro.

## Biographie
Khasan Khalmurzaev remporte les championnats d'Europe 2016 en s'imposant en finale face au Géorgien Avtandil Tchrikishvili.
Sélectionné pour Jeux olympiques de 2016 à Rio de Janeiro, Khalmurzaev bat lors du tournoi des moins de 81 kg Sergiu Toma en demi-finale. Il remporte ensuite le titre olympique en s'imposant face à l'Américain Travis Stevens.

## Palmarès

### Compétitions internationales
| Année | Compétition                           | Lieu           | Résultat | Catégorie      |
| ----- | ------------------------------------- | -------------- | -------- | -------------- |
| 2009  | Championnats d'Europe moins de 17 ans | Koper          | 1er      | moins de 81 kg |
| 2009  | Championnats du monde moins de 17 ans | Budapest       | 1er      | moins de 81 kg |
| 2010  | Jeux olympiques de la jeunesse        | Singapour      | 2e       | moins de 81 kg |
| 2011  | Championnats d'Europe moins de 20 ans | Lommel         | 1er      | moins de 81 kg |
| 2012  | Championnats d'Europe moins de 23 ans | Samokov        | 2e       | moins de 81 kg |
| 2013  | Championnats d'Europe moins de 23 ans | Wroclaw        | 3e       | moins de 81 kg |
| 2016  | Championnats d'Europe                 | Kazan          | 1re      | moins de 81 kg |
| 2016  | Jeux olympiques                       | Rio de Janeiro | 1er      | moins de 81 kg |
| 2017  | Championnats du monde                 | Budapest       | 3e       | moins de 81 kg |
| 2019  | Jeux européens                        | Minsk          | 3e       | moins de 90 kg |

Outre ses médailles individuelles, il remporte des médailles dans des compétitions par équipes
| Année | Compétition           | Lieu  | Résultat |
| ----- | --------------------- | ----- | -------- |
| 2016  | Championnats d'Europe | Kazan | 2e       |

### Tournois Grand Chelem et Grand Prix
| Année | Compétition                          | Lieu          | Résultat | Catégorie      |
| ----- | ------------------------------------ | ------------- | -------- | -------------- |
| 2013  | Grand Prix Almaty                    | Almaty        | 1er      | moins de 81 kg |
| 2014  | Grand Prix de Budapest               | Budapest      | 1er      | moins de 81 kg |
| 2014  | Grand Prix d'Astana                  | Astana        | 2e       | moins de 81 kg |
| 2015  | Grand Prix de Zagreb                 | Zagreb        | 3e       | moins de 81 kg |
| 2015  | Grand Prix de Bakou                  | Bakou         | 1er      | moins de 81 kg |
| 2015  | Grand Prix de jeju                   | Bakou         | 2e       | moins de 81 kg |
| 2016  | Grand Prix de La Havane              | La Havane     | 1er      | moins de 81 kg |
| 2017  | Tournoi Grand Chelem d'Ekaterinbourg | Ekaterinbourg | 1er      | moins de 81 kg |